# TBN 음악살롱
김지은의 TBN 음악살롱은 TBN 울산교통방송(FM 104.1㎒)에서 주말 아침 9시부터 10시 55분까지 방송하는 추억의 팝과 가요 프로그램이다.

## 프로그램 소개
- 주말 아침, 추억의 팝과 가요를 비롯한 다양한 장르의 음악들로 프로그램을 채우고, 편안하고 가볍게 들을 수 있는 정보와 함께 한 주를 마무리하며 생각할만한 이야기들로 청취자들의 공감을 불러일으킨다.

## 코너소개

### 매일 코너
- 오늘 뭐 듣지? - 오늘 느낌에 따라 다르게 듣는 즉흥 선곡타임

## 요일 코너

### 토요일
- 레전드 오브 팝 : 팝송 명곡을 들어보는 시간
- 내 맘에 저장 : 명언, 명 글귀, 가사 속에서 찾은 따뜻한 위로와 감성
- 세계음악여행 : 프랑스 샹송과 이탈리아 칸초네 등 세계음악 집중 탐구

### 일요일
- 영화 속 재즈 이야기 : 우리가 알고도 몰랐던 영화에 담긴 재즈 해설(재즈가수 데이브니어)
- 온 CF 뮤직 : 음악의 잔향, 찰나의 기억 CF음악 탐구
- 살롱 레코드 : 감성을 풍부하게 만들어주는 연주곡들을 감상하는 시간